# Louis de Vries (trompettist)
De trompettist Levie de Vries, bekend als Louis de Vries (Groningen, 6 januari 1905 – Zwolle, 5 september 1935) was in zijn tijd een van de belangrijkste jazzmusici van Nederland.

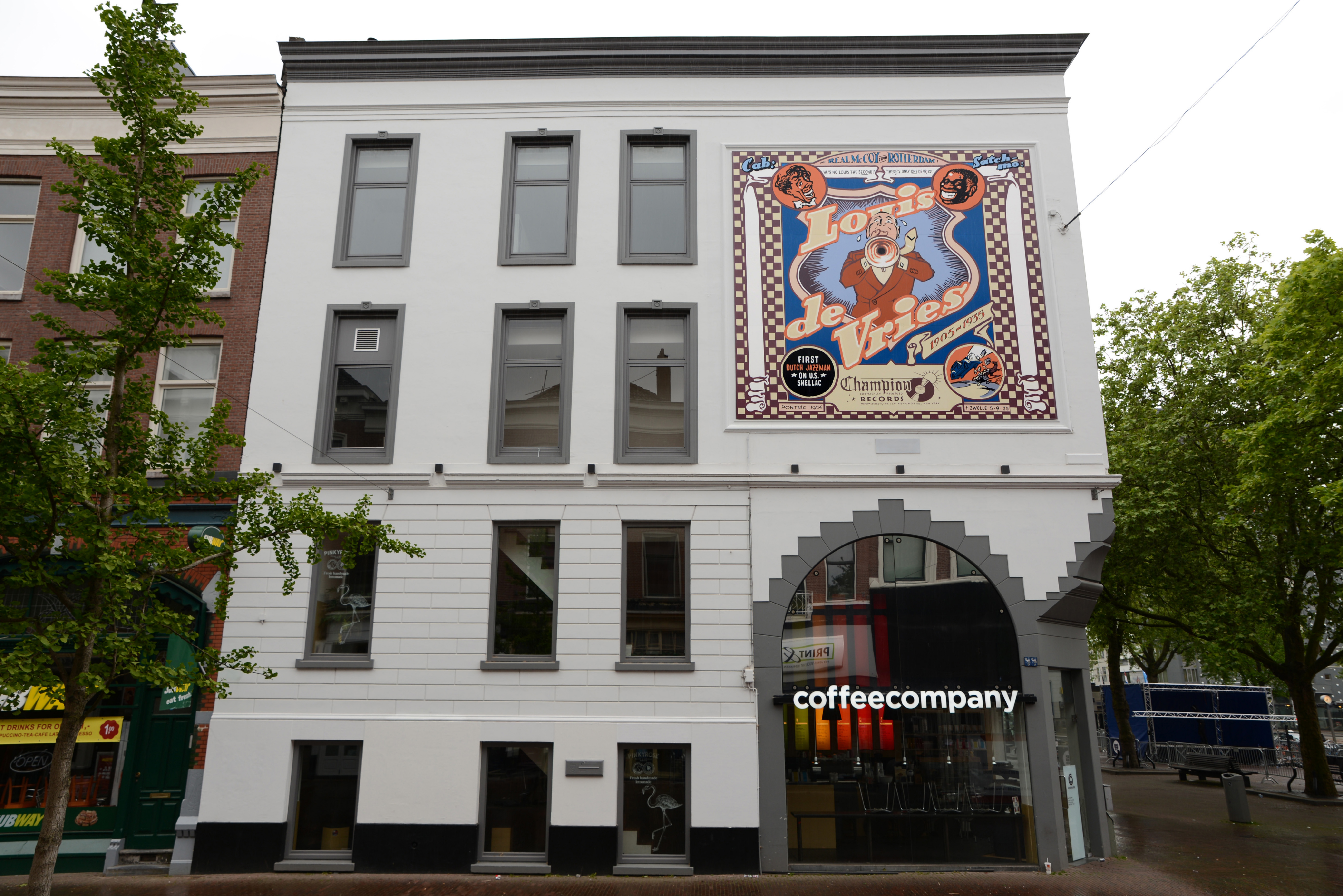
Muurschildering over Louis de Vries, gemaakt door Leo Mineur naar een tekening van Peter Pontiac.

## Familie
Louis de Vries was de oudste zoon van Betje Bollegraf en handelsreiziger Arend de Vries, die ook amateurtrompettist was. Net als zijn broers Jacob en Izaak en zijn zus Clara Johanna Suzanna, met respectievelijk de roep- dan wel artiestennamen Jack (1906-1976), Sjaak en Klaartje, kreeg Louis de eerste lessen van vader Arend. Louis de Vries trouwde in 1925 met Duifje Viool

## Muziekleven
Onder lessen van zijn vader ging hij spelen in een fanfare. Die muziek lag hem niet zo; hij koos de kant van de amusementsmuziek. In 1926 was hij een van de oprichters van The Ramblers. Later volgde met broer Jack de Vries een orkestje onder de naam Internationals, dat nog bewondering opwekte bij Louis Armstrong, die De Vries zelf ook bewonderde. Hij speelde ook in soortgelijke internationale orkesten onder Dajos Bela, Marek Weber en Oskar Joost. Zijn trompet is te horen in films als Bommen op Monte Carlo en Ihre Majestät die Liebe. Na die Duitse periode wendde De Vries zich tot de Amerikaanse muziekwereld; hij speelde in en met ensembles van Danny Polo, Teddy Klem en Nick Casty. 
Zijn laatste wapenfeit was/waren optredens in het Verenigd Koninklijk. Hij speelde mee tijdens concerten van Miss Valaida, Bert Ambrose en Henry Hall. Met Ambrose maakte hij aldaar een aantal plaatopnamen. 

## Overlijden
Louis de Vries kwam op 31 augustus 1935, op weg van Rotterdam naar Groningen, waar hij zou optreden in Huize Astoria, bij Hattemerbroek in Gelderland met zijn auto in botsing met een melkwagen. Met een gebroken been en kneuzingen van de knie en borstkas werd hij in een ziekenhuis Zwolle opgenomen, alwaar hij  op 5 september aan zijn verwondingen kwam te overlijden.
Op zondagmiddag 8 september 1935 werd hij in zijn woonplaats Rotterdam begraven op de joodse begraafplaats aan het Toepad. Louis de Vries is opgenomen in het Rotterdam Jazz Artists Memorial (R'JAM) met een muurschildering op de hoek van de  Oude Binnenweg en Eendrachtsplein te Rotterdam.